# Kathy Dahlkemper

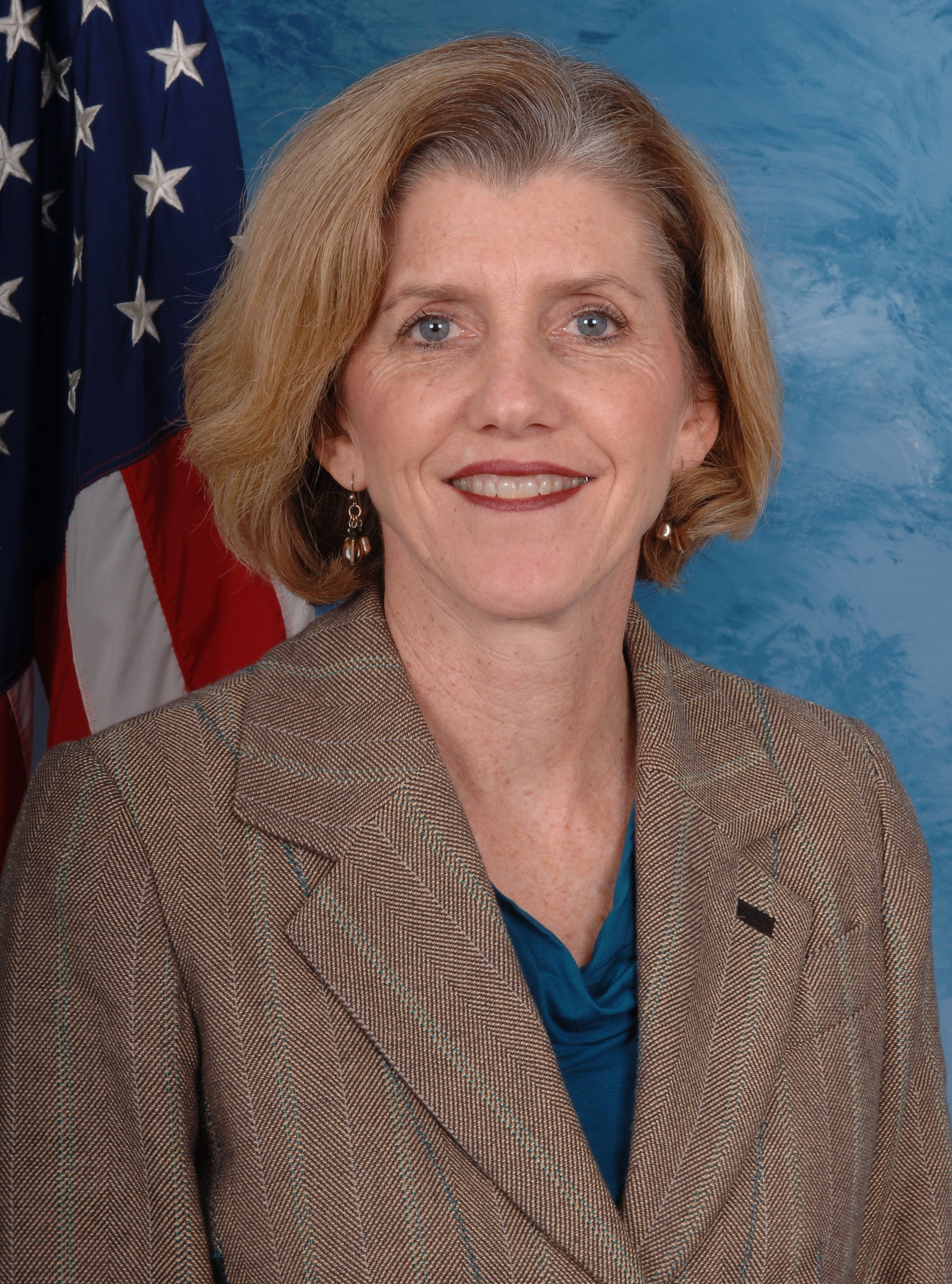
Kathy Dahlkemper (2009)

Kathleen Ann „Kathy“ Dahlkemper (* 10. Dezember 1957 in Erie, Pennsylvania) ist eine US-amerikanische Politikerin. Zwischen 2009 und 2011 vertrat sie den Bundesstaat Pennsylvania im US-Repräsentantenhaus.

## Werdegang
Kathleen Ann Steenberge, so ihr Geburtsname, besuchte bis 1982 das Edinboro State College in Pennsylvania. Über 20 Jahre lang arbeitete sie als Diätberaterin in ihrer Heimat. Seit 1997 ist sie Mitbesitzerin der Firma Dahlkemper Landscape Architechts and Contractors. Außerdem wurde sie Direktorin bei der Verwaltung des Frontier Park in Pennsylvania. Dort war sie für den Baumbestand zuständig. Politisch wurde sie Mitglied der Demokratischen Partei.
Bei den Kongresswahlen des Jahres 2008 wurde Dahlkemper im dritten Wahlbezirk von Pennsylvania in das US-Repräsentantenhaus in Washington, D.C. gewählt, wo sie am 3. Januar 2009 die Nachfolge des Republikaners Phil English antrat. Da sie im Jahr 2010 nicht bestätigt wurde, konnte sie bis zum 3. Januar 2011 nur eine Legislaturperiode im Kongress absolvieren. Sie war Mitglied im Landwirtschaftsausschuss, im Ausschuss für Wissenschaft und Technologie und im Committee on Small Business sowie in insgesamt fünf Unterausschüssen.
Kathy Dahlkemper ist verheiratet und Mutter von fünf erwachsenen Kindern.